# Liane Balaban
Liane Balaban, född 24 juni 1980 i North York i Toronto, är en kanadensisk skådespelerska. Hon filmdebuterade i New Waterford Girl (1999), där hon spelade Agnes-Marie "Mooney" Pottie och har sedan dess dykt upp i filmerna Definitely, Maybe (2008), Last Chance Harvey (2009) och dramat One Week. Hon har gästspelat i tv-serien NCIS: Los Angeles, Covert Affairs och Alphas, och i den åttonde säsongen av Supernatural.

## Tidigt liv
Balaban föddes i North York i Ontario, dotter till en katolsk mamma som arbetade som medicinsk sekreterare och en judisk far, som arbetade som mäklare. Hon växte upp i Willowdale- området i North York, som nu är en del av Toronto, och gick på gymnasiet vid Lawrence Park Collegiate Institute. Balaban utbildade sig i journalistik vid Ryerson University men slutade för att koncentrera sig på skådespelaryrket. Hon fick en kandidatexamen i statsvetenskap från Concordia University. 

## Karriär
Balaban gjorde sin filmdebut i New Waterford Girl (1999), där hon spelar en 15-årig "misfit" som längtar efter att fly från Cape Bretons kolgruvestad, New Waterford. Filmen utspelar sig på 1970-talet och regisserades Allan Moyle. Producenten Julia Sereny bad henne provspela för filmen. Balaban hade studerat drama på gymnasiet, men hade inga planer på att bli skådespelare. Efter sju försök vann Balaban en Special Jury Citation på 1999 Toronto International Film Festival och en nominering för Canadian Comedy Award.

## Privatliv
Från 2007 bodde Balaban i Mile End, Montreal. Balaban gillar läsning, skrivning, gå på konstgallerier och lyssna på musik som fritidsaktiviteter. Balaban berättade för Torontotidningen Now i januari 2009 att hon ofta misstas för skådespelerskan Natalie Portman. Hon flyttade till Los Angeles 2010. Sedan 2013 bor hon i Los Angeles och Toronto. Balaban gifte sig i november 2013. Hon födde en son 1 mars 2016.

## Filmografi
| År         | Titel                                      | Roll                 | Kommentar |
| ---------- | ------------------------------------------ | -------------------- | --- |
| 1999       | New Waterford Girl                         | Mooney Pottie        | Film debut, Nominerad – Canadian Comedy Award                                                                                  |
| 2000       | The City                                   | Alison               | TV series, avsnitt: "Blindside!"                                                                                               |
| 2000       | Saint Jude                                 | Jude                 | |
| 2001       | Full                                       | Meryl                | |
| 2001       | After the Harvest                          | Lind Archer          | TV-film |
| 2001       | World Traveler                             | Meg                  | |
| 2002       | Happy Here and Now                         | Amelia               | |
| 2002       | The Annual Crafts & Arts Contest           | Neilburt             | |
| 2002       | Spliced                                    | Mary                 | |
| 2004       | Seven Times Lucky                          | Fiona                | |
| 2004       | Eternal                                    | Lisa                 | |
| 2005       | Anniversary Present                        | Sandra Dobbs         | TV film |
| 2005       | Leo                                        | Ameilia              | |
| 2005       | Burnt Toast                                | Woman                | TV film |
| 2006       | Above and Beyond                           | Shelagh Emberly      | TV miniserie |
| 2007       | The Canadian Shield                        | Genvieve             | |
| 2007       | St. Urbain's Horseman                      | Jenny                | TV miniserie |
| 2008       | Definitely, Maybe                          | Kelly                | |
| 2008       | Beware of Dog                              |                      | |
| 2008       | One Week                                   | Samantha Pierce      | Nominerad – Genie Award for Best Performance by an Actress in a Supporting Role                                                |
| 2008       | Heartless Disappearance Into Labrador Seas | Lily                 | |
| 2008       | Last Chance Harvey                         | Susan                | |
| 2008       | A Valentine Haircut                        | Clare                | Kortfilm |
| 2009       | You Might as Well Live                     | Edna Kemperton       | |
| 2009       | Numb3rs                                    | Jessie Robertson     | TV series, avsnitt"First Law"                                                                                                  |
| 2009       | The Trotsky                                | Nadza                | |
| 2009       | Not Since You                              | Heather              | |
| 2009       | The New Tenants                            | Irene                | Academy Award for Best Live Action Short Film                                                                                  |
| 2010       | Abroad                                     | Amy Pearce           | TV film; Nominerad till Gemini Award for Best Performance by an Actress in a Leading Role in a Dramatic Program or Mini-Series |
| 2010       | Coach                                      | Gabrielle            | |
| 2010; 2014 | Covert Affairs                             | Natasha Petrova      | TV serie, återkommande, första avsnitt i säsong 1, 5 avsnitt i säsong 4, och 2 avsnitt i säsong 5                              |
| 2010       | NCIS: Los Angeles                          | Emma Mastin          | TV serie, avsnitt: "Black Widow"                                                                                               |
| 2011       | The Future is Now!                         | Woman of Tomorrow    | |
| 2011       | Rise of the Damned                         | Jesse                | |
| 2011–2012  | Alphas                                     | Anna                 | TV serie, 3 avsnitt: "Rosetta", "Original Sin", "Gaslight"                                                                     |
| 2012       | Maniac                                     | Judy                 | |
| 2012–2013  | Supernatural                               | Amelia Richardson    | TV series |
| 2013       | Motive                                     | Sarah Muller         | TV series, avsnitt: "Against All Odds"                                                                                         |
| 2013       | Finding Joy                                | Joy                  | |
| 2013       | The Grand Seduction                        | Kathleen             | |
| 2013       | Played                                     | Lida Simenko         | TV serie, avsnitt: "Untouchables"                                                                                              |
| 2013       | Rookie Blue                                | Kelly Harrison       | TV serie, avsnitt: "Two Truths and a Lie"                                                                                      |
| 2014       | Saving Hope                                | Abigail/Kayla Bradly | TV serie, avsnitt: "Don't Poke the Bear"                                                                                       |
| 2014       | Republic of Doyle                          | Ruby Rennette        | TV serie, 2 avsnitt |
| 2015       | Man Seeking Woman                          | Claire               | TV series, avsnitt: "Feather"                                                                                                  |
| 2017       | Meditation Park                            | Dylan                | |